# مزرعه (زاخرویه)
مزرعه یک روستا در ایران است که در دهستان زاخرویه شهرستان قیر و کارزین واقع شده‌است.